# 阿不都热衣木·力提甫
阿不都热衣木·力提甫（維吾爾語：ئابدۇرېھىم لىتىپ‎，拉丁维文：Abdurëhim Litip，1923年12月—），男，维吾尔族，新疆喀什人，中华人民共和国政治人物，曾任新疆维吾尔自治区人大常委会副主任。